# تبار کاهی‌بال
تبار کاهی‌بال تباری از تیره پروانه‌های کاهی‌بال هستند. این تبار دارای ۴۵ سرده است. هاشوربالان و پروانه‌های سپیدباغی سرده‌هایی از این تبار هستند.
گونه‌هایی از سرده پروانه‌های سپیدباغی که در این تبار قرار دارند عبارتند از: سفید ویرجینیای غربی، سفید کوچک جنوبی، سفید کلمی بزرگ، سفید خردلی (پروانه)، سفید نیوفاندلند و سفید شمالگان.